# Michel Plancherel
Michel Plancherel, né le 16 janvier 1885 à Bussy (canton de Fribourg) et mort le 4 mars 1967  à Zurich, est un mathématicien suisse. Il est connu pour ses travaux en analyse harmonique.

## Biographie
Fils de l'instituteur Donat Plancherel et aîné d'une fratrie de 8 enfants, Michel est né le 16 janvier 1885 à Bussy, petite commune de la Broye fribourgeoise,. En 1892, sa famille déménage à Fribourg. Il y fait sa scolarité au Collège Saint-Michel de 1896 à 1903 et termine avec un Baccalauréat ès sciences. Il obtient son diplôme de mathématiques en 1907 de l'Université de Fribourg, où il a comme maître Matyáš Lerch. Sous sa direction, Michel Plancherel fait une thèse dans le domaine de la théorie des nombres et obtient un doctorat en sciences mathématiques à l'âge de 22 ans,. 
Avec l'aide d'une bourse de l'État de Fribourg, il poursuit ses études à l'Université de Göttingen, où il suit en particulier les cours de Felix Klein, David Hilbert et Edmund Landau jusqu'en 1909. De 1909 à 1910, il suit notamment les cours d'Émile Picard, Henri Lebesgue, Édouard Goursat et Jacques Hadamard au Collège de France et à la Sorbonne, à Paris. 
En 1910, il est nommé privat-docent à l'Université de Genève. Dès 1911 il est professeur à l'Université de Fribourg, où il comble l'absence de Lerch, parti en 1906. 
À la suite du décès de son père en 1912, Michel Plancherel assiste sa famille et refuse des propositions des Universités de Berne et de Lausanne. Il est doyen de la Faculté des sciences de l'Université de Fribourg entre 1919 et 1920. Il devient professeur à l'École polytechnique fédérale de Zurich et s'établit dans cette ville en 1920. Il est doyen de la Section de mathématiques et de physique entre 1928 et 1931 et y reste professeur jusqu'à sa retraite en 1955,. 
Son épouse Cécile Tercier et lui ont eu neuf enfants, qui ont eu à leur tour vingt-deux petits enfants. Il a présidé la Mission catholique française à Zurich. 
Heurté par un véhicule à Zurich le 1er mars 1967, Michel Plancherel succombe à ses blessures le 4 mars 1967, à 82 ans.

## Travaux
Il a travaillé en analyse, en physique mathématique et en algèbre. Il est connu pour le théorème de Plancherel en analyse harmonique. La formule de Plancherel relie une fonction et son image par la transformation de Fourier.